# Miroslav Bulešić
Miroslav Bulešić, hrvaški katoliški duhovnik, mučenec in blaženi, *13. maj 1920, Čabrunići, Svetvinčenat (Istra, Hrvaška);  †24. avgust 1947, Lanišće (Istra, Hrvaška).

## Življenjepis
Miroslav Bulešić se je rodil v vasi Čabrunići poleg Svetvinčenta v Istri Mihu in Luciji roj. Butković. Osnovno šolo je obiskoval v Juršićih, srednjo pa v semeniščih v Gorici in Kopru. Študiral je filozofijo in teologijo v Rimu na papeški univerzi »Gregoriana«. Za njegovo šolanje se je zavzel zagrebški nadškof Alojzij Stepinac. Med drugo svetovno vojno  je leta 1943 postal duhovnik. Bil je upravitelj župije v Baderni do 1945. Takrat so bile v Istri tri vojske – partizanska, nemška in italijanska . Med vojno in po vojni je dobival grožnje od raznih strani. Svetovali so mu, naj se umakne v Italijo  na varno, a on je odgovarjal: »Če me ubijejo, me bodo umorili za Boga in vero.«

## Smrt
Duhovnik Bulešić je bil umorjen v starosti 27 let od nasprotnikov vere 24. avgusta 1947 v župnišču v Lanišću, kamor je spremljal birmovat odposlanca apostolskega sedeža, Božjega služabnika Jakoba Ukmarja, katerega so takrat tudi hudo pretepli. Po sveti maši, kjer je msgr. Ukmar kljub grožnjam in oviram podelil sveto birmo, je bil Bulešić z nožem smrtno ranjen v vrat in je kmalu izkrvavel. Tedanja oblast ni dovolila, da bi bil pokopan v rojstni župniji v Svetvinčentu, zato so ga pokopali v Lanišću. V grobnico v cerkvi v Svetvinčentu so ga prenesli leta 1958, leta 2003 pa v posebno kripto v župnijski cerkvi.

### Beatifikacija
Beatifikacijo je vodil dne 28. septembra 2013 v Puljski areni odposlanec in opolnomočenec papeža Frančiška prefekt za zadeve svetnikov kardinal Angelo Amato. Navzočih je bilo okrog 20.000 vernikov ter sedemsto duhovnikov. Med številnimi škofi iz Hrvaške in sosednih dežel je bil tudi predsednik SŠK, novomeški škof in apostolski administrator ljubljanske nadškofije Andrej Glavan, kakor tudi beograjski nadškof in metropolit Stanislav Hočevar.
V homilji med mašo je papežev odposlanec govoril o pomenu mučeništva in o tem, kako Cerkev ne pozablja poguma in moči mučencev ter se jih s spoštovanjem in hvaležnostjo spominja. 
 »Takoj lahko rečemo, da je današnja beatifikacija don Miroslava Bulešića, duhovnika in mučenca, praznik miru nad vojno, bratstva nad delitvami, odpuščanja nad sovraštvom, Božje ljubezni nad človeško hudobijo. To je pozitivno, evangeljsko in globoko božansko sporočilo, ki spodbuja naša srca, da bi delala samo dobro.
Nato je kardinal izpostavil tudi zgled prvega slovenskega blaženega mučenca. Kardinal je v homiliji o njem dejal tole: 
»Tudi v Sloveniji je bil 13. junija 2010 razglašen za blaženega dvajsetletni mladenič Lojze Grozde, ki je mučeniško umrl iz sovraštva do vere.« »Zvestoba Kristusu, njegovemu evangeliju in resnici,« to je tisto bistveno, kar nam sporočata nova blažena.

## Ocena
Katoliška Cerkev na Hrvaškem je dobila novega blaženega, Miroslava Bulešića, ubitega v povojnem času iz sovraštva do vere. Na slovesnosti v Pulju je bil samo predsednikov odposlanec. Ni bilo nikogar iz vlade niti iz vodstva Sabora. 
»Gre za duhovnika, ki je žrtev popolnoma norega zločina. Pred svojim trpljenjem je bil on eden od ljudi, ki so pomagali antifašističnemu gibanju v Istri.« 
Stališče papeža Frančiška o Bulešićevem mučeništvu je prikazal v homiliji njegov odposlanec kardinal Amato. Rekel je, da so na Hrvaškem komunisti takoj po vojni pobili 17 % tedanje duhovščine. Ali je prišel čas, da se s  Cerkvijo vzpostavi dialog v zvezi z razjasnitvijo teh zločinov? 
»Od zdavnaj je že čas za dialog. Jaz si prizadevam biti eden od tistih dejavnikov, ki želijo pomagati, da bi do tega dialoga prišlo,« je dejal v pogovoru za »Dnevnik.hr« hrvaški predsednik Ivo Josipović pred svojim potovanjem v Rim in Vatikan.